# Владимир Карич
Владимир Карич (на сръбски: Владимир Карић или Vladimir Karić) e сръбски географ, педагог, публицист и дипломат.

## Биография
Владимир Карич е роден на 2 ноември 1894 година в Светлич, Сърбия. В 1868 година завършва право във Великата школа в Белград. Кариерата си започва като практикант в съда в Шабац. В гимназията в града Карич известно време работи като учител по заместване. След това работи като писар в пожаревацката окръжна управа. В 1870 година става учител в ниската гимназия в Шабац. След като полага изпит в 1873 година преподава география в Шабац, Пожаревац и във висшата гимназия в Белград. Карич се занимава с просветна дейност до 1888 година, когато е назначен за чиновник в Министерството на образованието и религиозните въпроси. В 1879 година издава учебник по география, който след това е разширен в два тома. В 1889 година е назначен за директор на новосъздадения Просветно-политически отдел към Министерството на външните работи на Сърбия. Отделът е създаден с цел разширяване на сръбската пропаганда в Македония. На 13 октомври в същата 1889 година Карич е назначен за консул на Сърбия в Скопие. На този пост остава до 1892 година, развивайки широка дейност за сръбската пропаганда в Македония. След разногласия с новия министър на външните работи, Карич напуска Скопие и се връща в Белград. След завръщането си в Белград работи като преподавател до пенсионирането си в 1893 година. Поради влошено здравословно състояние заминава на лечение в Баден където умира на 8 януари 1894 година. Завещава цялото си имущество на географския отдел на Великата школа в Белград.
Брат му Велимир Карич е революционер и политик.